# 요고역 (에히메현)
요고역(일본어: 余戸駅)은 일본 에히메현 마쓰야마시에 위치한 이요 철도 군추 선의 철도역이다. 역 번호는 IY 27이며, 상대식 승강장 2면 2선의 구조를 갖춘 지상역이다.

## 타는 곳
| 1 | ■ 군추 선 | 상행 | 마쓰야마시 방면      |
| 2 | ■ 군추 선 | 하행 | 마사키 · 군추코 방면 |

## 역 주변
- 마쓰야마 시청 요도 지소
- 마쓰야마 주오 공원

## 역사
- 1896년 7월 4일 : 난요 철도에 의해서 개업.
- 1900년 5월 1일 : 합병에 의해 이요 철도의 역이 됨.
- 2015년
  - 2월 28일 : 배리어 프리화 공사가 완성해, 사용 개시.
  - 3월 26일 : 개량 공사가 완료해, 사용 개시.

## 인접 역
| 이요 철도 군추 선            | 이요 철도 군추 선 | 이요 철도 군추 선        |
| ---------------------------- | ----------------- | ------------------------ |
| IY 26 도이다 마쓰야마시 방면 | ■ 군추 선         | 가마타 IY 28 군추코 방면 |